# Coolidge (Texas)
Coolidge ist eine Stadt im Limestone County im US-Bundesstaat Texas in den Vereinigten Staaten. Das U.S. Census Bureau hat bei der Volkszählung 2020 eine Einwohnerzahl von 778 ermittelt.

## Geographie
Die Stadt liegt im Norden des Countys, im mittleren Osten von Texas und hat eine Gesamtfläche von 2,6 km².

## Geschichte
Die Stadt wurde 1903 gegründet während die Trinity and Brazos Valley Railway ihre Gleise von Hillsboro nach Mexia verlegte. Benannt wurde sie nach einem Gesellschafter des Unternehmens.

## Demografische Daten
Nach der Volkszählung im Jahr 2000 lebten hier 848 Menschen in 305 Haushalten und 208 Familien. Die Bevölkerungsdichte betrug 337,5 Einwohner pro km². Ethnisch betrachtet setzte sich die Bevölkerung zusammen aus 62,38 % weißer Bevölkerung, 18,63 % Afroamerikanern, 0,59 % amerikanischen Ureinwohnern, 0,12 % Asiaten, 0,00 % Bewohnern aus dem pazifischen Inselraum und 15,45 % aus anderen ethnischen Gruppen. Etwa 2,83 % waren gemischter Abstammung und 32,08 % der Bevölkerung waren spanischer oder lateinamerikanischer Abstammung.
Von den 305 Haushalten hatten 39,3 % Kinder unter 18 Jahre, die im Haushalt lebten. 47,2 % davon waren verheiratete, zusammenlebende Paare. 15,7 % waren allein erziehende Mütter und 31,8 % waren keine Familien. 29,2 % aller Haushalte waren Singlehaushalte und in 15,7 % lebten Menschen, die 65 Jahre oder älter waren. Die Durchschnittshaushaltsgröße betrug 2,78 und die durchschnittliche Größe einer Familie belief sich auf 3,38 Personen.
31,3 % der Bevölkerung waren unter 18 Jahre alt, 11,8 % von 18 bis 24, 26,9 % von 25 bis 44, 16,9 % von 45 bis 64, und 13,2 % die 65 Jahre oder älter waren. Das Durchschnittsalter war 30 Jahre. Auf 100 weibliche Personen aller Altersgruppen kamen 93,6 männliche Personen. Auf 100 Frauen im Alter von 18 Jahren und darüber kamen 95,6 Männer.
Das jährliche Durchschnittseinkommen eines Haushalts betrug 23.558 USD, das Durchschnittseinkommen einer Familie 27.583 USD. Männer hatten ein Durchschnittseinkommen von 24.896 USD gegenüber den Frauen mit 17.132 USD. Das Prokopfeinkommen betrug 11.589 USD. 25,2 % der Bevölkerung und 23,6 % der Familien lebten unterhalb der Armutsgrenze. Davon waren 26,4 % Kinder und Jugendliche unter 18 Jahren und 11,9 % waren 65 oder älter.